# Anker Blond

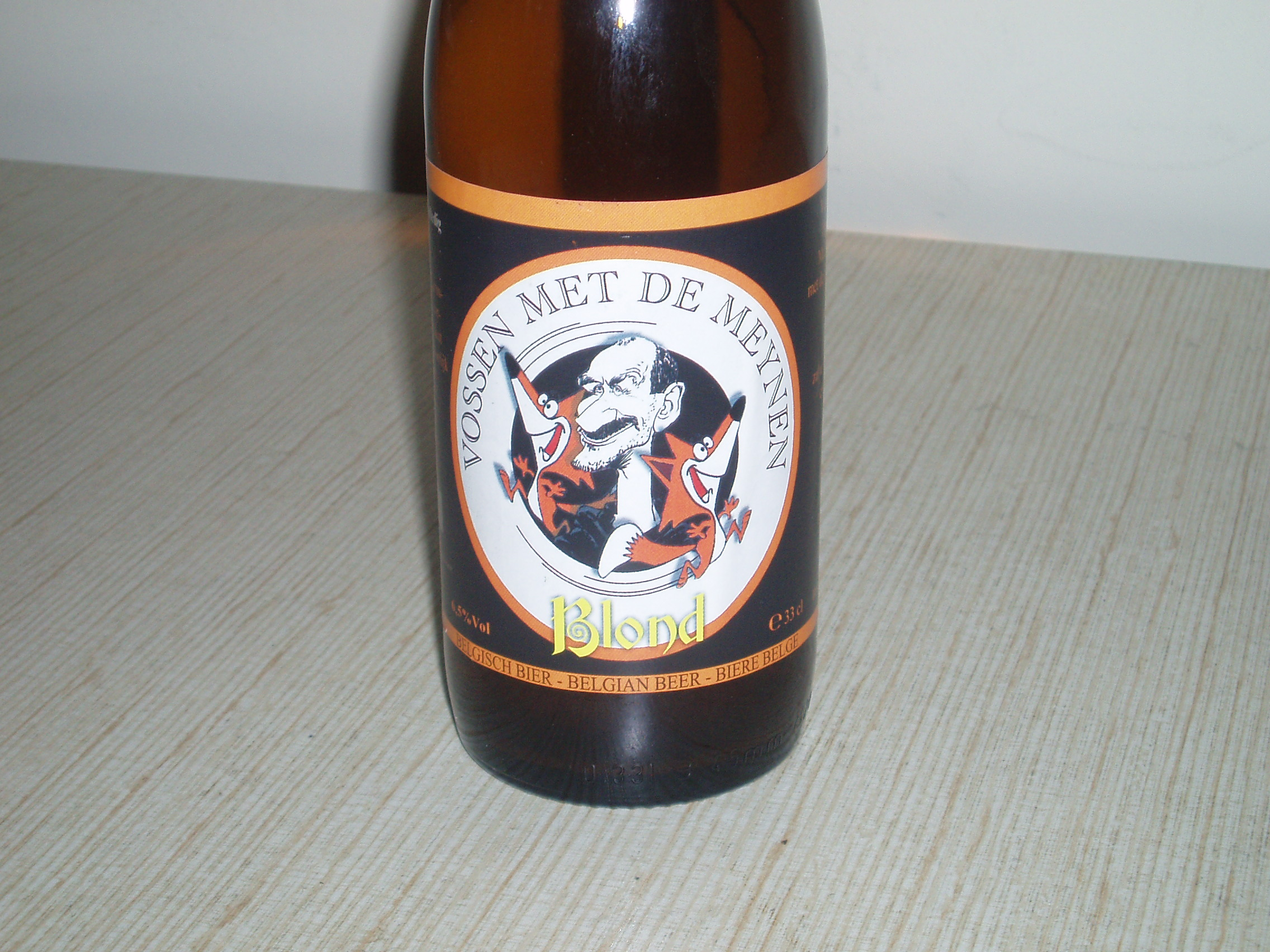
Vossen met de Meynen Blond

Anker Blond is een Belgisch bier. Het werd gebrouwen door Brouwerij Het Anker te Mechelen.
Anker Blond is een bier van hoge gisting met een alcoholpercentage van 6,5%. Dit bier wordt niet meer gebrouwen.

## Etiketbieren
Anker Blond was het moederbier van enkele etiketbieren:
- Margriet is een bier gebaseerd op Anker Blond. Het is eveneens een blond bier van 6,5%, maar is toch niet helemaal een etiketbier. Het is een meergranenbier dat naast gerstemout ook tarwe, haver en rogge bevat en op smaak gebracht is met bloemenblaadjes.[2][3] Het bier werd op punt gesteld door de vrouwen van 2 brouwers van Het Anker. Het werd voor het eerst gebrouwen in 2005 ter gelegenheid van het culturele evenement “Mechelen 2005: Stad in vrouwenhanden”. Nadien werd het nog meermaals gebrouwen, maar intussen niet meer. De naam verwijst naar Margaretha van Oostenrijk, die vanuit Mechelen regeerde.[4]
- Vossen met de Meynen Blond is een etiketbier van Anker Blond. Jef Meynen en Patrick Vossen zijn twee vrienden die zich 'Vossen met de Meynen' noemen en reeds meerdere jaren acties ondernemen om onderzoek naar de ziekte van Duchenne te sponsoren.[5] In 2008 lanceerden ze daarom in samenwerking met Het Anker voor het eerst Vossen met de Meynen Blond. Concreet ging de opbrengst naar het project 'Bikers for Maarten'.[6] Het wordt niet meer geproduceerd, maar Meynen en Vossen ontwikkelden in samenwerking met brouwerij Anders wel twee nieuwe bieren, namelijk Soixante Neuf en VanAcht. Soixante Neuf is een goudkleurig bier van hoge gisting met hergisting op de fles en een alcoholpercentage van 6,9%, vandaar ook de naam. VanAcht is een donker bier, eveneens van hoge gisting en met hergisting op de fles en een alcoholpercentage van 8%.